# Andreas Gang
Andreas Gang (* 22. September 1983 in Schwaz) ist ein österreichischer Politiker der Freiheitlichen Partei Österreichs (FPÖ). Seit dem 25. Oktober 2022 ist er Abgeordneter zum Tiroler Landtag.

## Leben

### Ausbildung und Beruf
Andreas Gang absolvierte nach dem Besuch einer Hauptschule und einer Polytechnische Schule in Brixlegg eine Lehre zum Maurer. Anschließend, nach mehreren Jahren Tätigkeit in seinem Lehrberuf und als Monteur, erlangte er die Berufsmatura. Daraufhin war er bis zu seinem Einzug in den Tiroler Landtag 2022 als Bauleiter tätig.

### Politik
Gang wurde 2016 erstmals, für eine lokale Bürgerliste, in seiner Heimatgemeinde Kramsach in den Gemeinderat gewählt. Er ist für die Fraktion der Freiheitliche Arbeitnehmer als Kammerrat der Arbeiterkammer Tirol tätig und wurde 2020 Bezirksparteiobmann der FPÖ Kufstein. 2022 konnte er sich schließlich in einer Direktwahl das Bürgermeisteramt in Kramsach sichern.
Bei der Landtagswahl 2022 kandidierte er als FPÖ-Spitzenkandidat im Landtagswahlkreis Kufstein. Am 25. Oktober 2022 wurde er in der konstituierenden Sitzung der XVIII. Gesetzgebungsperiode als Abgeordneter zum Tiroler Landtag angelobt.